# Unió Esportiva Cornellà

Escudo de la UE Cornellà en su camiseta utilizada entre 2021 y 2024

La Unió Esportiva Cornellà es un club de fútbol de la localidad catalana de Cornellá de Llobregat, ubicado en Barcelona, España. Fue fundado en 1951 y actualmente milita en el grupo 3 de la Segunda Federación (puesto 14), cuarta categoría del fútbol español, tras haber descendido en la temporada 2023-24 quedando en el puesto 18 del grupo 1.

## Historia
El antecesor de la UE Cornellá, nació el 15 de abril de 1923 con el nombre de Fútbol Club Cables Elèctrics, y que el mismo año ya compitió con el nombre de Atlètic Cornellá FC. En aquellos primeros años, en el club, también se practicaba el ciclismo y el atletismo. El año 1931 el club pasa a denominarse Fútbol Club Cornellá, y desapareció en el contexto de la Guerra Civil.
El 29 de abril de 1951 la fusión del Atlètic Padró con la Acadèmia Junyent fue la carta de naturaleza de la actual Unió Esportiva Cornellá, presidida por Pere Junyent, y promovida por Constancio Pérez. La temporada 1967-68, se incorpora al club el Col·legi Sant Miquel, que aportó clubes para el fútbol base. A finales de la década de los ochenta se integraron al club dos nuevas entidades, la Gavarra y la Peña Españolista Onubense. En 1985 se creó la Escuela de Futbol Cornellá, dedicada a la promoción del fútbol base.
Ahora, el club cuenta con un amplio fútbol base, y cabe destacar que este ha aportado una amplia variedad de jugadores, de todas las posiciones, para todos los niveles en el fútbol, tanto a nivel nacional como fuera de España, tanto para la máxima categoría como para equipos "B".

## Estadio
Desde 2012, año de su inauguración, ha disputado sus partidos como local en el Nou Estadi Municipal de Cornellà.
En 2022 con su ascenso a Primera Federación tuvo que cambiar de campo, al no cumplir el Nou Estadi Municipal los requisitos de la competición, al ser de césped artificial. Tras llegar a un acuerdo con el RCD Espanyol comenzó a jugar sus partidos como local en el RCDE Stadium, situado al lado del Nou Estadi Municipal. A principios de la temporada 2023-24 se rompió el acuerdo y durante el transcurso de la misma ha jugado sus partidos como local en el Estadi Municipal de Palamós-Costa Brava, en la Ciudad Deportiva Dani Jarque y en el Estadi Municipal la Bòbila de Gavà.

## Entrenadores
| Nombre                   | País              | Periodo           | PG | PE | PP | Total |
| ------------------------ | ----------------- | ----------------- | -- | -- | -- | ----- |
| Jordi Roger Ceballos     | Bandera de España | 2007 - 2018       |    |    |    | 161   |
| Xavier Calm Sans         | Bandera de España | 2018 - 2019       |    |    |    | 41    |
| Guillermo Fernández Romo | Bandera de España | 2019 - 2021       |    |    |    | 61    |
| Raúl Casañ Martí         | Bandera de España | 2021 - 2022       |    |    |    |       |
| Gonzalo Riutort          | Bandera de España | 2022 - 2024       |    |    |    |       |
| Genís Sampietro          | Bandera de España | 2024              |    |    |    |       |
| Albert Garcia Xicota     | Bandera de España | 2024 - 2025       |    |    |    |       |
| Alberto Lopo             | Bandera de España | 2025 - Actualidad |    |    |    |       |

## Datos del club
- Temporadas en Primera RFEF: 3.
- Temporadas en Segunda División B: 7.
- Temporadas en Tercera División: 12.
- Clasificación histórica de la Segunda División B: 165.º.
- Clasificación histórica de la Tercera División: 424.º.
- Participaciones en la Copa del Rey: 4.
- Mejor puesto en Copa del Rey: 1/16 de final (en la 2014-15).
- Mejor posición en liga: 4.º (temporadas 2017-18 y 2018-19).a
- Peor posición en liga: 15.º (temporada 2014-15).a
- Más partidos entrenados: Roger (161), Calm (40), Fernández Romo (23).b
- Más partidos disputados: Borja (145), Pere (11.653), Caballé (9.742).b
- Más minutos: Borja (12.069), Pere (141), Caballé (141).b
- Más goles: Enric Gallego (46), Óscar (16), Abraham (13).b
- Más goles en una sola temporada: Mathias P (18, en la 2016-17; 18, en la 2017-18).b
- Extranjero con más partidos disputados: Fall (72), Uche (48).b
- Expulsado más veces: Pere (6), Enric Gallego (4).b
- Más temporadas en el equipo: Caballé(5), Borja (5), Pere (5).b
- Mayor goleada conseguida:
  - En casa: U. E. Cornellà 5-0 U. E. Olot (2015-16).a
  - Fuera: C. D. Olímpic 0-3 U. E. Cornellá (2015-16).a
- Mayor goleada encajada:
  - En casa: U. E. Cornellà 0-4 C. F. Gavà (2016-17).a
  - Fuera: Atlético Baleares 6-2 U. E. Cornellà (2014-15).a

Datos referidos a:

a La Segunda División B de España.
b La Segunda División B de España, Promoción a Segunda y Copa del Rey.

### Cronología
Desde la fundación del club hasta la creación de la Regional Preferente:
Desde la inclusión de la Regional Preferente hasta la creación de la Segunda División B de España:
Desde la inclusión de la Segunda División B de España hasta la creación de la Primera División Catalana:
Desde la inclusión de la Primera División Catalana hasta la reestructuración del fútbol catalán de 2011:
Desde la citada reestructuración:

## Trofeos amistosos
- Trofeo Villa de Gracia (1): 2015.